# Capelinha (gemeente)
Capelinha is een gemeente in de Braziliaanse deelstaat Minas Gerais. De gemeente telt 34.634 inwoners (schatting 2009).

## Aangrenzende gemeenten
De gemeente grenst aan Água Boa, Angelândia, Aricanduva, Itamarandiba, Minas Novas, Setubinha, Turmalina, São Sebastião do Maranhão en Veredinha.